# Angelo Fumagalli
Pour les articles homonymes, voir Fumagalli.
Angelo Fumagalli, né à Milan le 28 avril 1728 où il est mort le 12 mars 1804, est un antiquaire et historien italien.

## Biographie
Angelo Fumagalli entra dès sa jeunesse dans l'ordre de Citeaux, et y associa aux études de la profession monastique et de la théologie, celles des langues orientales et de l'histoire de sa patrie; et trouva beaucoup de ressources pour cette dernière dans les riches archives de son couvent, qui était l'antique et célèbre abbaye de St-Ambroise, à laquelle appartenaient encore des droits de souveraineté sur plusieurs fiefs de la Lombardie. Les premiers fruits de ses études furent deux dissertations publiées lorsqu'il n'avait encore que vingt-neuf ans : l'une traitait de l’Origine de l'idolatrie, et l'autre d'un manuscrit grec de la Liturgie ambrosienne. L'érudition du jeune Fumagalli embrassait également les sujets littéraires et les sujets religieux : s'il écrivait la vie de Francesco Cicereio, savant du XVIe siècle, il écrivait aussi celle du père abbé Ilarione Rancati, qui avait pris une si grande part aux épineuses questions du jansénisme. Ses supérieurs l'envoyèrent à Rome, où il enseigna tout à la fois, comme professeur, la théologie et la diplomatie. Revenu à Milan, en 1773, il y fut d'abord lecteur en son monastère; et bientôt il en devint abbé, exerçant en cette qualité les droits souverains dont nous avons parlé tout à l'heure. Parmi ces droits, était celui d'une papeterie et d'une imprimerie, indépendantes de l'autorité des ducs de Milan ; Fumagalli en profita, mais seulement pour l'intérêt et l'instruction de ses compatriotes. Il y fit imprimer, non-seulement les ouvrages d'érudition historique qu'il composait lui-même, mais encore ceux que d'autres écrivains estimables avaient composés dans le même genre. Ce fut ainsi que les presses de l'imprimerie de St-Ambroise enrichirent l'Italie d'une très-belle édition de l’Histoire des arts du dessin chez les anciens, de Winckelmann, traduit de l'original allemand en italien par l'abbé Amoretti, et accompagnée des savantes notes de Fumagalli. La prospérité territoriale de sa patrie occupa ses méditations autant que la gloire de la province lombarde. Il fit des mémoires intéressants et utiles sur l'irrigation des prairies, sur les terrains de la Lombardie qui avaient été plantés d'oliviers depuis le IVe siècle jusqu'au xe siècle, et sur d'autres objets d'économie rurale. Dans leur publication, il ne s'y désignait point comme auteur, soit pour en laisser la gloire à sa congrégation, soit peut-être parce que les règlements de son ordre ne le permettaient pas. La même modestie se remarqua au frontispice de son important ouvrage des Institutions diplomatiques, sujet qui n'avait pas encore été traité en Italie avec un aussi grand détail, et que Fumagalli exposa d'une manière tellement supérieure, que cet ouvrage y est encore regardé comme classique. Le savoir de l'auteur est vaste et profond dans tous ses écritsc; dans tous ses écrits ; on y admire son courage infatigable dans les pénibles recherches qu'il a faites, et dont il donne l'important résultat. Son style enfin n'est pas moins élégant que pur et correct. Lors de la création de l'institut des sciences, lettres et arts du royaume d'Italie, Fumagalli fut choisi des premiers pour donner de l'illustration à cette compagnie naissante ; et il y était un des trente membres que pensionnait le gouvernement. La suppression de son ordre devint pour lui la cause d'un chagrin mortel ; il n'y survécut que très peu de temps. Plein de vertus comme de lumières, aimé et estimé de ceux-la mêmes qui ne le connaissaient pas personnellement, il les laissa inconsolables de sa perte, en mourant à l'âge de soixante-seize ans.

## Œuvres
- Sull'origine dell'idolatria, imprimée dans la Raccolta milanese per l'anno 1757 ;
- Sopra un codice greco della liturgia ambrosiana, dans la même Raccolta ;
- La Vita del padre abate Rancati, Brescia, presso Bossini, 1762 ;
- La Vita del celebre letterato del secolo XVI, Francesco Cicereio, traduite du latin en italien par Fumagalli, et publiée avec les lettres de Cicereio par le P. abbé Casati, en douze livres, Milan, 1782[1] ;
- Le Vicende di Milano durante la guerra di Federico I, imperatore, illustrate con pergamene e con note, imprimé nell'imperiale monistero di S. Ambrogio maggiore, 1778 (lire en ligne). Cet ouvrage très-curieux, détruit, par des pièces authentiques, les fables de Paradin et de plusieurs chroniques allemandes, répétées par le Dict. hist. de MM. Chaudon et Delandine (art. Frédéric Barberousse), sur les causes et les suites de la guerre de Frédéric Barberousse contre les Milanais ;
- Storia delle arti del disegno presso gli antichi, di Giovanni Winckelmann, con note, deux tom. in-4°, Milan, nell'imperiale monistero di St-Ambrogio maggiore, 1779 ;
- Delle antichità Longobardico-Milanesi illustrate con dissertazioni, ibid., 1792, 4 vol. in-4° ;
- Delle istituzioni diplomatiche, Milan, 1802, 2 vol. in-4°. Cet ouvrage et le suivant, ayant été imprimés après la destruction de l'ordre des Cisterciens, portent le nom de l'auteur ;
- Codice diplomatico Sant'Ambrosiano, contenente i diplomi e le carte de secoli VIII e IX che esistevano nell'archivio del monastero di S. Ambrogio, Milan, Agnello Nobile, 1805 (lire en ligne). Cette collection, accompagnée d'un très-grand nombre de notes judicieuses et très-érudites, n'a été publiée qu'après la mort de Fumagalli. L'abbé Amoretti, à qui il l'avait laissée, la donna au public, en y ajoutant un éloge de l'auteur ;
- Memoria storica ed economica sull'irrigazione de' prati, insérée dans le 2e tome des actes de la société patriotique d'agriculture de Milan ;
- Memoria storica sull'esistenza degli uliveti in alcuni luoghi della Lombardia dal secolo quarto al decimo ; dans le même Recueil au 3e tome. Ces deux mémoires in-4°., sortirent en 1789 et 1793 des presses de l'imprimerie de S.-Ambroise ;
- Abbozzo della polizia del regno Longobardico ne' due secoli VIII e IX, Bologne, 1809, in-4°, et dans le tome Ier des Memorie di letteratura dell'Istituto italiano.